# Peugeot 4008
Der Peugeot 4008 ist ein SUV der französischen Automobilmarke Peugeot. Er ist weitestgehend baugleich mit dem Mitsubishi ASX und dem Citroën C4 Aircross; alle drei Fahrzeuge werden bei Mitsubishi Motors hergestellt. Peugeot führte den 4008 in Deutschland im Juni 2012 auf dem Markt ein. In Deutschland und einigen anderen Ländern entfiel der 4008 Ende 2015 aus dem Modellangebot.
In Deutschland war der 4008 ausschließlich in der Allure-Ausstattung erhältlich, welche unter anderem bereits Xenon-Scheinwerfer, 18-Zoll-Leichtmetallräder und eine Klimaautomatik enthielt.
In China löste im Oktober 2016 die zweite Generation des Peugeot 3008 den 4008 ab. Da die erste Generation des 3008 dort weiterhin angeboten wird, wird der 3008 II in China auch als Peugeot 4008 vertrieben.

## Technische Daten
Der Peugeot 4008 hat serienmäßig einen Dieselmotor, Allradantrieb sowie ein Sechsgang-Schaltgetriebe. Der stärkere Motor mit 1,8 Liter Hubraum und 110 kW (150 PS) wurde von Mitsubishi übernommen, der kleinere mit 1,6-Liter und 84 kW (114 PS) stammt von PSA Peugeot Citroën selbst.
Der Fahrer kann aus drei Antriebsarten wählen: „2WD“, „4WD“ oder „LOCK“. „2WD“ bedeutet Frontantrieb bei Fahrt auf trockenen Straßen. In den Antriebsarten „4WD“ und „LOCK“ wird die Kraft variabel an alle vier Räder übertragen, dabei wird die Verteilung der Antriebskraft elektronisch geregelt. Im „LOCK“-Modus mit permanentem Allradantrieb wird mehr Drehmoment an die Hinterräder übertragen. Anfang 2015 entfiel der 1.8-HDi-Motor mit 150 PS und der 1.6 HDi erfüllt seitdem die Euro-6-Norm.
Die Räder sind einzeln aufgehängt, vorn an MacPherson-Federbeinen und Querlenkern, hinter ist eine Mehrlenkerachse eingebaut. Die Bremsanlage hat Scheibenbremsen an allen Rädern, die Bremsscheiben an der Vorderachse sind innenbelüftet.
| Kenngrößen                                  | 2.0 (Australien, China, Kuba)                    | HDi FAP 115 (Stop & Start)         | HDi FAP 150 (Stop & Start)         |
| Bauzeitraum                                 | 04/2012–2017                                     | 04/2012–12/2015                    | 04/2012–05/2015                    |
| Motorkenndaten                              |                                                  |                                    |                                    |
| Motortyp                                    | R4-Ottomotor                                     | R4-Dieselmotor                     | R4-Dieselmotor                     |
| Gemischaufbereitung                         |                                                  | Common-Rail-Direkteinspritzung     | Common-Rail-Direkteinspritzung     |
| Motoraufladung                              |                                                  | Turbolader                         | Turbolader                         |
| Hubraum                                     | 1998 cm³                                         | 1560 cm³                           | 1798 cm³                           |
| max. Leistung                               | 110 kW (150 PS) bei 6000/min                     | 84 kW (114 PS) bei 3600/min        | 110 kW (150 PS) bei 4000/min       |
| max. Drehmoment                             | 197 Nm bei 4200/min                              | 270 Nm bei 1750/min                | 300 Nm bei 2000–3000/min           |
| Kraftübertragung                            |                                                  |                                    |                                    |
| Antrieb, serienmäßig                        | Vorderradantrieb                                 | aktiver Allradantrieb              | aktiver Allradantrieb              |
| Antrieb, optional                           | [Allradantrieb]                                  | —                                  | —                                  |
| Getriebe, serienmäßig                       | 6-Gang-Automatikgetriebe (5-Gang-Schaltgetriebe) | 6-Gang-Schaltgetriebe              | 6-Gang-Schaltgetriebe              |
| Messwerte                                   |                                                  |                                    |                                    |
| Höchstgeschwindigkeit                       | 184 km/h (200 km/h)                              | 180 km/h                           | 198 km/h                           |
| Beschleunigung, 0–100 km/h                  | 10,2 s [10,9 s] (9,3 s)                          | 11,6 s                             | 11,5 s                             |
| Kraftstoffverbrauch auf 100 km (kombiniert) | 8,0 l Super [8,4 l Super] (7,7 l Super)          | 4,9 l Diesel                       | 5,6 l Diesel                       |
| CO2-Emission (kombiniert)                   | (181 g/km)                                       | 129 g/km                           | 147 g/km                           |
| Abgasnorm nach EU-Klassifikation            |                                                  | Euro 5 (1.6 HDi: Euro 6 seit 2015) | Euro 5 (1.6 HDi: Euro 6 seit 2015) |
| Tankinhalt                                  | 63 Liter [60 Liter]                              | 60 Liter                           | 60 Liter                           |

- [ ]=Allrad
- ( )=Daten für Kuba

## Zulassungszahlen
Zwischen 2012 und 2016 wurden in Deutschland lediglich 2.006 Peugeot 4008 neu zugelassen. Vom baugleichen Mitsubishi ASX waren es im selben Zeitraum immerhin 45.447 Einheiten.
|  |

|  |

|  |

|  |

|  |

|  |

|  |

|  |

|  |

|  |

|  |

|  |

|  |

|  |

|  |

|  |

|  |

|  |

|  |

|  |

|  |

|  |

|  |

|  |

|  |

|  |

|  |

|  |

|  |

|  |

|  |

|  |

|  |

|  |

|  |

|  |

|  |

|  |

|  |

|  |

|  |

|  |

|  |

|  |

|  |

|  |

|  |

|  |

|  |

|  |

|  |

|  |

|  |

|  |

|  |

|  |

|  |

|  |

|  |

|  |

|  |

|  |

|  |

|  |

|  |

|  |

|  |

|  |

|  |

|  |

|  |

|  |

|  |

|  |

|  |

|  |

|  |

|  |

|  |

|  |

|  | Diesel (2.006) |

|  | Diesel (2.006) |